# Franck Bonnamour
Franck Bonnamour (født 20. juni 1995 i Lannion) er en cykelrytter fra Frankrig, der senest var på kontrakt hos Decathlon AG2R La Mondiale Team.

## Karriere
Bonnamour blev professionel i 2016, da han fik kontrakt med det franske proteam Fortuneo-Vital Concept. Efter fem sæsoner hos holdet skiftede han fra starten af 2021 til B&B Hotels p/b KTM på en to-årig kontrakt.